# Distrito de Vranov nad Topľou
El distrito de Vranov nad Topľou (en eslovaco Okres Vranov nad Topľou) es una unidad administrativa (okres) de Eslovaquia Oriental, situado en la región de Prešov, con 76 504 habitantes (en 2001) y una superficie de 769 km². Su capital es la ciudad de Vranov nad Topľou.

## Demografía
| Año        | 1994   | 2004    | 2014    | 2024    |
| ---------- | ------ | ------- | ------- | ------- |
| Población  | 73 492 | 77 591  | 80 508  | 79 395  |
| Diferencia |        | +5,57 % | +3,75 % | −1,38 % |

| Año        | 2023   | 2024    |
| ---------- | ------ | ------- |
| Población  | 79 295 | 79 395  |
| Diferencia |        | +0,12 % |

## Ciudades (población año 2017)
- Hanušovce nad Topľou 3768
- Vranov nad Topľou (capital) 22,589

## Municipios
- Babie 232
- Banské 1871
- Benkovce 546
- Bystré 2686
- Cabov 389
- Čaklov 2620
- Čičava 1311
- Čierne nad Topľou 752
- Ďapalovce 441
- Davidov 796
- Detrík 56
- Dlhé Klčovo 1384
- Ďurďoš 258
- Giglovce 136
- Girovce 56
- Hencovce 1355
- Hermanovce nad Topľou 705
- Hlinné 1838
- Holčíkovce 428
- Jasenovce 213
- Jastrabie nad Topľou 473
- Juskova Voľa 307
- Kamenná Poruba 1390
- Kladzany 533
- Komárany 505
- Kučín 527
- Kvakovce 423
- Majerovce 439
- Malá Domaša 549
- Matiaška 279
- Medzianky 287
- Merník 610
- Michalok 291
- Nižný Hrabovec 1653
- Nižný Hrušov 1537
- Nižný Kručov 407
- Nová Kelča 380
- Ondavské Matiašovce 804
- Pavlovce 796
- Petkovce 146
- Petrovce 445
- Piskorovce 122
- Poša 940
- Prosačov 228
- Radvanovce 214
- Rafajovce 183
- Remeniny 288
- Rudlov 691
- Ruská Voľa 83
- Sačurov 2415
- Sečovská Polianka 2765
- Sedliská 1422
- Skrabské 777
- Slovenská Kajňa 762
- Soľ 2554
- Štefanovce 114
- Tovarné 978
- Tovarnianska Polianka 117
- Vavrinec 60
- Vechec 2940
- Vlača 230
- Vyšný Kazimír 190
- Vyšný Žipov 1156
- Žalobín 860
- Zámutov 3232
- Zlatník 75